# George Bariț
George Bariț, též Gheorghe Barițiu (4. června 1812 Jucu – 2. května 1893 Sibiu), byl rakouský novinář a politik rumunské národnosti ze Sedmihradska, v 60. letech 19. století poslanec rakouské Říšské rady.

## Biografie
Byl synem řeckokatolického faráře. Navštěvoval normální školu v Torockó, gymnázium v Blaji, filozofický kurz na piaristickém lyceu v Kluži a v letech 1831–1835 teologii na semináři v Blaji. V roce 1835 se stal učitelem fyziky na lyceu v Blaji. Začal se angažovat v rumunském národním hnutí. Usiloval o založení rumunských novin a o reformy školství. V roce 1838 založil list Gazeta de Transilvania jako první rumunské periodikum. V roce 1845 opustil povolání pedagoga, aby se mohl výlučně věnovat redigování novin. Během revolučního roku 1848 byl členem rumunské zeměbrany v Sibiu, byl zvolen do Rumunského národního výboru a zúčastnil se bojů. V roce 1849 byl zajat ruskou invazní armádou a internován v Bukovině. V prosinci 1849 se po návratu do vlasti znovu ujal vedení svého listu, ale z postu odešel v roce 1850 a následně byl pouze spolupracovníkem jiných redakcí.
Počátkem 60. let se s obnovou ústavního systému vlády zapojil do vysoké politiky. V zemských volbách byl zvolen na Sedmihradský zemský sněm. Působil také coby poslanec Říšské rady (celostátního parlamentu Rakouského císařství), kam ho delegoval Sedmihradský zemský sněm roku 1863 (Říšská rada tehdy ještě byla volena nepřímo, coby sbor delegátů zemských sněmů). 23. října 1863 složil slib, 9. ledna 1865 opětovně složil slib.
Poté, co bylo roku 1867 provedeno rakousko-uherské vyrovnání, se zapojil do politického života v Uhersku. Patřil do politické strany Partidul Național Român (Rumunská národní strana).